# Misumenops litteratus
Misumenops litteratus är en spindelart som först beskrevs av Salvador de Toledo Piza Júnior 1933.  Misumenops litteratus ingår i släktet Misumenops och familjen krabbspindlar. Inga underarter finns listade i Catalogue of Life.